# Jet lag (serie)

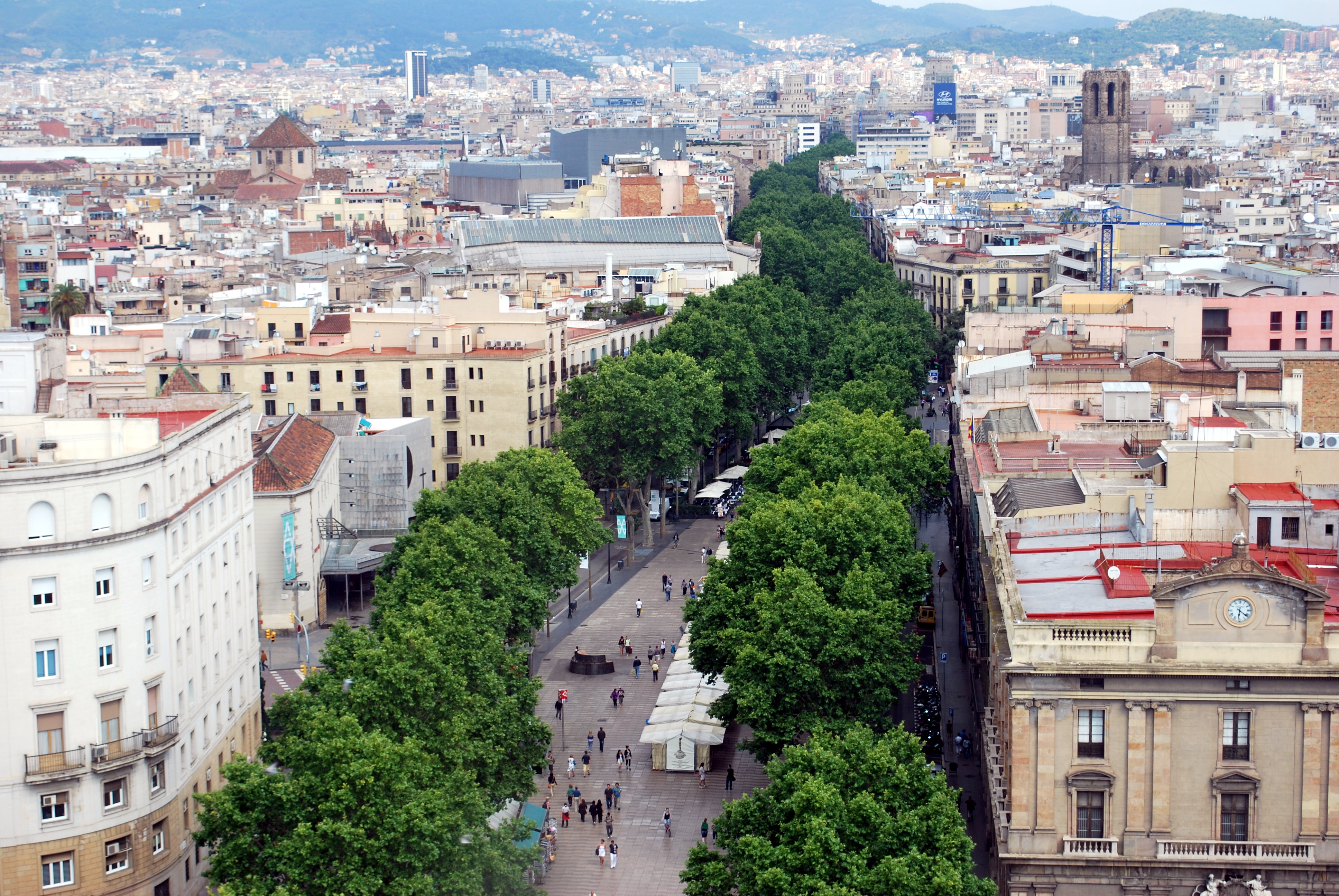
Las protagonistas de Jet Lag viven en un piso situado en Las Ramblas.

Jet Lag es una comedia de situación catalana ideada por la compañía T de Teatre y el director Cesc Gay. Trata sobre la vida cotidiana de cinco mujeres en el entorno vital de los 30 años. Fue emitida desde el 2 de octubre de 2001 hasta el 11 de junio de 2006 por TV3. La serie está formada por un total de 81 episodios de media hora de duración cada uno y se divide en cinco temporadas. Tuvo como guionistas al propio Cesc Gay y a Míriam Iscla, Eva Mor, Roger Rubio, Joan Tharrats, David Plana, Tomàs Aragay, Jordi Pérez, Núria Furió, Mercè Sàrrias, Sergi Pompermayer, Lluís Llort y Albert Espinosa.

## Argumento
Silvia, Carla y Esther comparten un piso en Las Ramblas. Las tres trabajan como auxiliares de vuelo para una compañía aérea y se pasan el día arriba y abajo, volando por todo el planeta. Esther es la única que tiene una relación más o menos estable. Andreu es su pareja y a menudo está en el piso. Diana es la vecina que vive en el apartamento de delante, puerta con puerta. Diana ni tiene trabajo ni lo quiere, está en el paro. Es viuda desde hace poco debido a un desgraciado accidente doméstico, del cual no se tiene que sentir responsable. Mariona es la hermana pequeña de Esther. Después de unos cuántos años viviendo en Madrid, y estando a punto de casarse, vuelve a Barcelona. Mariona se ha instalado provisionalmente en el sofá de su hermana. De momento trabaja en el bar de Mario, donde a menudo se reúnen todas. Jet Lag retrata el mundo de cinco mujeres treintañeras desde la cotidianidad en una gran ciudad, con un enfoque irónico y tierno de su mundo sentimental e íntimo.

## Personajes
- Silvia - Carme Pla: de profesión auxiliar de vuelo. De carácter difícil, tiene mal genio y es un poco gruñona. Esconde un gran corazón y aunque intente disimular sus sentimientos, los tiene. Es alternativa en todos los sentidos y no está por tonterías.
- Esther - Marta Pérez: de profesión auxiliar de vuelo. De carácter alegre, es extremadamente sociable e intenta siempre conciliar las personas, aunque sea haciéndose la hipócrita. Es, también, bastante hipocondríaca y sufridora. Tiene un novio de toda la vida y es clásica porque sí y punto.
- Mariona - Ágata Roca: de profesión desconocida, de momento trabaja en el bar de Mario. Es la hermana pequeña de Esther. Es impulsiva, instintiva y no se piensa nunca las cosas dos veces. Vive al día. Encantadora y un poco inocente, nada le da miedo.
- Diana - Míriam Iscla: de profesión "el paro y pensión de viudedad". Es la vecina. Se le murió el marido en un accidente doméstico. Tanto su piso como ella misma parecen anclados en el pasado. Diana parece que viva en Marte y es el personaje más excéntrico y surrealista de todos. A la vez, este carácter le permite decir grandes verdades. Nunca se enfada y es optimista. Siempre busca trabajo, siempre tiene que cambiar su vida... Tiene un pez que se llama Toni.
- Carla - Mamen Duch: de profesión auxiliar de vuelo. Pija y frívola, juega con los hombres y se toma la vida como una gran fiesta. Le gusta ir de compras, jugar al tenis y vestir bien. Se cree una mujer interesante y, en cierto modo, lo es. Necesita sus amigas aunque no siempre lo demuestre. Es orgullosa y competitiva y le gusta estar al día.
- Andreu - Albert Ribalta: es el novio de Esther. Un papanatas, un tarambana y a la vez un hombre dócil y paciente con apariencia de leñador. Es huérfano y se dedica a vender coches como comercial de pacotilla. Le gusta el fútbol, las camisetas imperio y los puros de Cuba. Quiere a su novia de verdad.
- Mario - Xavi Mira: el dueño del bar. Un joven simpático, encantador, enamoradizo y que antes de este trabajo podría haber sido cantante de boleros o incluso peluquero.

## Audiencias
Temporada tras temporada la audiencia fue creciendo (teniendo en cuenta que de la primera a la segunda sufrió una ligera bajada), excepto en la última, que tuvo un declive debido seguramente al hecho de que la serie pasó a emitirse los domingos.
| Temporada | Capítulos | Período de emisión      | Espectadores | Cuota (%) |
| --------- | --------- | ----------------------- | ------------ | --------- |
| Primera   | 13        | 02/10/2001 a 01/01/2002 | 691.000      | 27,4      |
| Segunda   | 18        | 15/10/2002 a 04/02/2003 | 615.000      | 22,8      |
| Tercera   | 8         | 11/02/2003 a 13/05/2003 | 674.000      | 25,0      |
| Cuarta    | 12        | 20/04/2004 a 13/07/2004 | 704.000      | 26,0      |
| Quinta    | 14        | 19/10/2004 a 08/02/2005 | 775.000      | 27,5      |
| Sexta     | 16        | 19/02/2006 a 25/06/2006 | 478.000      | 16,2      |